# Peter Temple
Peter Temple (Sudafrica, 10 marzo 1946 – Ballarat, 8 marzo 2018) è stato uno scrittore australiano di romanzi gialli.

## Biografia
Nato in Sudafrica il 10 marzo 1946, si è trasferito a Sydney nel 1980 e successivamente a Melbourne dove è diventato editore dell'Australian Society magazine.
Insegnante di giornalismo all'università e autore di 9 romanzi, è stato il primo scrittore australiano a vincere il Gold Dagger ed è ricordato soprattutto per la serie Jack Irish trasposta in film per la televisione nel 2012 con protagonista Guy Pearce.
Sposato e con un figlio, è morto l'8 marzo 2018 a Ballarat dopo una battaglia di sei mesi contro il cancro.

## Opere principali

### Serie Jack Irish
- Bad Debts (1996)
- Black Tide (1999)
- Dead Point (2000)
- White Dog (2003)

### Altri romanzi
- An Iron Rose (1998)
- Shooting Star (1999)
- In the Evil Day (2002)
- La carità uccide (The Broken Shore, 2005), Milano, Bompiani, 2008 traduzione di Lorenzo Matteoli ISBN 978-88-452-6131-2.
- Verità (Truth, 2009), Milano, Bompiani, 2012 traduzione di Lorenzo Matteoli ISBN 978-88-452-7041-3.

## Premi e riconoscimenti
- Ned Kelly Award per il miglior romanzo: 2000, 2001, 2003 e 2006
- Gold Dagger: 2007 per La carità uccide
- Miles Franklin Award: 2010 per Verità